# Верниковский, Бронислав Антонович
Бронислав Антонович Верниковский (18 августа 1895, г. Ишим — 13 декабря 1983) — советский спортивный функционер. Участник Гражданской и Великой Отечественной войн. Член КПСС (с 1920).

## Биография
Родился в г. Ишим Тобольской губернии. Из семьи землемера-топографа Антона К. Верниковского, сына ссыльного польского повстанца 1863 г. В 1904 году Верниковские переехали к новому месту службы главы семьи, в г. Томск.
В 1910 году 15-летним юношей стал принимать участие в уличных квартальных состязаниях по городкам.
В 1916 году установил рекорд России по метанию копья (54 метра 13 см) (Летопись томского спорта, С.91).
Бронислав закончил в 1917 году Томскую мужскую гимназию и поступил на медицинский факультет Томского
университета, где проучился 2 года.
Летом 1917 года на городском ипподроме прошёл международный матч по футболу между сборной Томска и находящимися в Томске военнопленными. Томичи выиграли 1:0 благодаря голу Верниковского и одержали первую победу в международных встречах (Летопись томского спорта, С.91)..
В 1919 г. студента мобилизовали в Томский кадровый кавалерийский полк армии А. В. Колчака музыкантом духового оркестра. Известно, что в гимназии Бронислав руководил оркестром народных инструментов, играл на трубе в гимназическом духовом оркестре. В сентябре 1919 Бронислав дезертировал, в декабре, после вступления 5-й Красной армии в Томск, работал инструктором биржи труда.
В 1920-е годы — чемпион Сибири по легкой атлетике и теннису. Рекордсмен Томска и Сибири по метанию диска, копья, молота, толканию ядра, по легкоатлетическим десятиборью и пятиборью.
В январе 1920 г. был принят в члены РКП(б), стал служить в РККА.
В Вооруженных Силах СССР (11.01.1920—05.1938; 1941—1945). Майор.
Комиссар окружных курсов спорта и допризывной подготовки Западно-Сибирского военного округа (1920—1921).
С июня 1924 года — исполняющий обязанности начальника, а с ноября 1925-го по январь 1928-го — начальник Опытно-показательной военно-спортивной площадки Штаба РККА.
Начальник сектора физической культуры и спорта ЦДКА (01.1928-01.1932).
Начальник отдела физической культуры и спорта ЦДКА (01.1932-05.1938).
В 1941 году призван Бауманским РВК Москвы. Капитан административной службы; майор интендантской службы. Служил в полевом эвакуационном пункт 156 15 армии, эвакуационном госпитале 2519 7 стрелковой дивизии.

## Награды
Награждён орденами Красного Знамени (03.11.1944), Красной Звезды (14.05.1945), «Знак Почёта» (16.08.1936), медалями «За победу над Германией в Великой Отечественной войне 1941—1945 гг.» (09.05.1945).